# Caroline Marbouty
Julie Sophie Caroline Marbouty (geborene Pétiniaud, * 8. Juli 1804 in Paris; † 16. Februar 1890 in Clichy) war eine französische Schriftstellerin, die unter dem Pseudonym Claire Brunne veröffentlichte. Sie schrieb Erzählungen und autobiografische Romane.

## Leben
Caroline Marbouty stammte aus einer alten protestantischen Familie aus Limoges; ein Vorfahr mütterlicherseits war Jean-Aimé de Lacoste, Abgeordneter von La Rochelle für die Gesetzgebende Nationalversammlung, später Mitglied des Rats der Alten. Carolines Vater François Pétiniaud war Gerichtsrat in Limoges. „Das schwärmerische, impulsive, ehrgeizige Mädchen hatte seiner achtbaren Familie schon in sehr jungen Jahren Sorge gemacht“, schrieb André Maurois in seiner Balzac-Biografie. „Sie hatte aus ihrem Abscheu vor dem Provinzleben und aus ihrer Verachtung bürgerlicher Vorurteile kein Hehl gemacht.“ Caroline schrieb zu dieser Zeit: „Da der Provinzler nichts kennengelernt und nichts empfunden hat als Verlust oder Gewinn, sind seine Beziehungen trocken und uniform, ist sein Dasein aller Poesie bar.“ Wegen ihrer aus seiner Sicht respektlosen Äußerungen beeilte sich ihr Vater, Caroline bald zu verheiraten; er wählte den 13 Jahre älteren Gerichtsschreiber Jacques-Sylvestre Marbouty, weil er der Sohn eines königlichen Staatsanwalts und Grundbesitzer war.

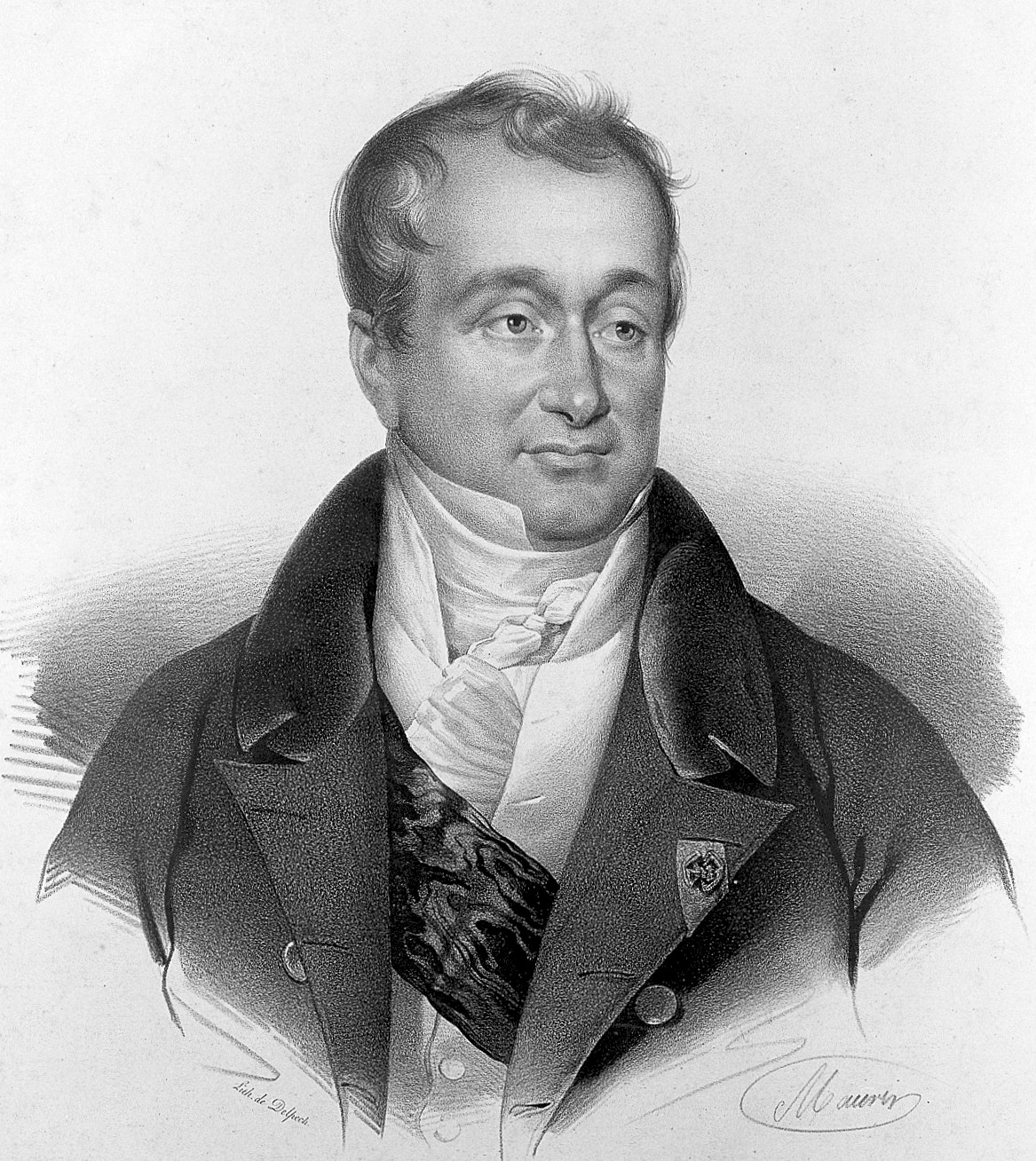
Guillaume Dupuytren, etwa 1842

Bereits als junges Mädchen hatte Caroline Marbouty Gedichte geschrieben, in der Zeit ihrer unbefriedigenden Ehe verfasste sie Romane; in Limoges schuf sie einen literarischen Salon, wo sie eigene Verse vortrug. Die „heimlich verliebten Geladenen … überhäuften sie mit Lobreden und nannten sie die Muse von Limoges.“ Während dieser für ihren Gatten wenig schmeichelhaften Vorlesungen verließ dieser stets den Salon, „denn die Muse schilderte ihr Verlangen und ihre Enttäuschungen“. Die Eltern machten darauf Caroline bittere Vorwürfe, dass sie „jeden Beliebigen empfange“, sie sich „zu raffiniert“ kleide und „die überlegene Frau spiele“. Doch obwohl Marbouty heftig umworben wurde, blieb sie ihrem Mann bis zu ihrem 28sten Lebensjahr treu.
Im Jahre 1831 lernte Marbouty den Baron Guillaume Dupuytren kennen, der Chefchirurg am Pariser Hôtel-Dieu und Mitglied der Académie des sciences war. Dieser trat bei den Wahlen zur Kammer im Département Haute-Vienne als Kandidat auf und lebte einen Monat bei den Marboutys. Es entspann sich eine Liebesaffäre, die Caroline Marbouty mit dem Umzug nach Paris fortsetzen wollte. Gegenüber ihrem Gatten gab sie vor, dort ihren Töchtern besseren schulischen Unterricht zukommen zu lassen. Dupuytren war jedoch nicht daran interessiert, die Liebesaffäre mit einer verheirateten Frau in Paris als „lästige Liaison“ fortzusetzen. Madame Marbouty hatte in Paris eine kurze Affäre mit dem Schriftsteller Jules Sandeau, für den George Sand ursprünglich ihren Gatten verlassen hatte. Schon bald beendete sie die Beziehung mit Sandeau, blieb aber mit ihm befreundet.

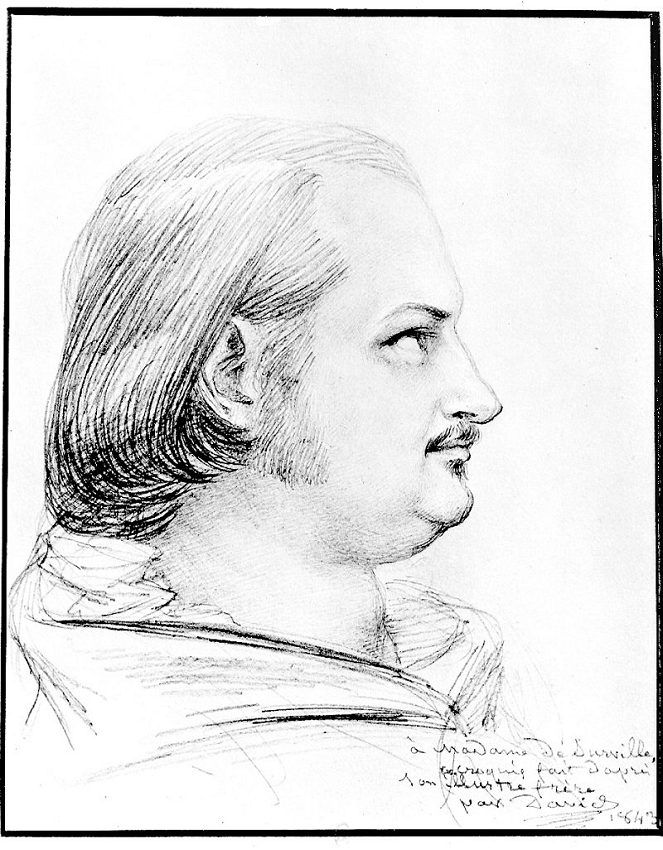
Porträt Balzacs von Pierre Jean David d’Angers (1843)

Darauf setzte Marbouty es sich in den Kopf, den populären Schriftsteller Honoré de Balzac kennenzulernen, von dem sie schon in Limoges durch ihre Freundin Lucielle Nivet, eine Schwester von Zulma Carraud (einer Balzac-Geliebten), Intimes gehört hatte. Die Verbindung ließ sich daher leicht anbahnen; Caroline wurde 1833 von Jules Sandeau zum Abendessen bei Balzac in der Rue Cassini im 14. Arrondissement eingeladen; dieser war von Mme Marbouty sehr angetan und gab ihr die Möglichkeit, einen Beitrag für seine Zeitschrift Chronique de Paris zu schreiben. In einem Brief an ihre Mutter bekannte sie:
„Ich hatte mir vorgenommen, daß ich ihn an dem Tage, an dem wir einander begegneten, verführen müsse. Mein Entschluß stand fest. Es ist mir gelungen, und ich habe ihn magnetisiert.“
Balzac interessierte sich für Marboutys vertrauliche Geständnisse, da er eine Schwäche für „die Psychologie der Provinzlerin“ hatte. Sie schrieb das Kinderbuch Les Jolis Contes vrais, 1836 veröffentlichte sie Cora in der Chronique de Paris. Als Balzac in die Touraine reiste, schlug er Caroline vor, sie mitzunehmen und ihr die Schlösser der Loire zu zeigen, doch diese lehnte ab. Balzac erwähnte sie in einem Brief an Émile Regnault:
„Sie können sogar ein Erröten riskieren, das ich auf der Wange der schönen Madame Marbouty gewahre, die, wenn sie mit mir die Schlösser der Touraine hätte besichtigen wollen, die schöne Reise schwerlich bedauert hätte …“

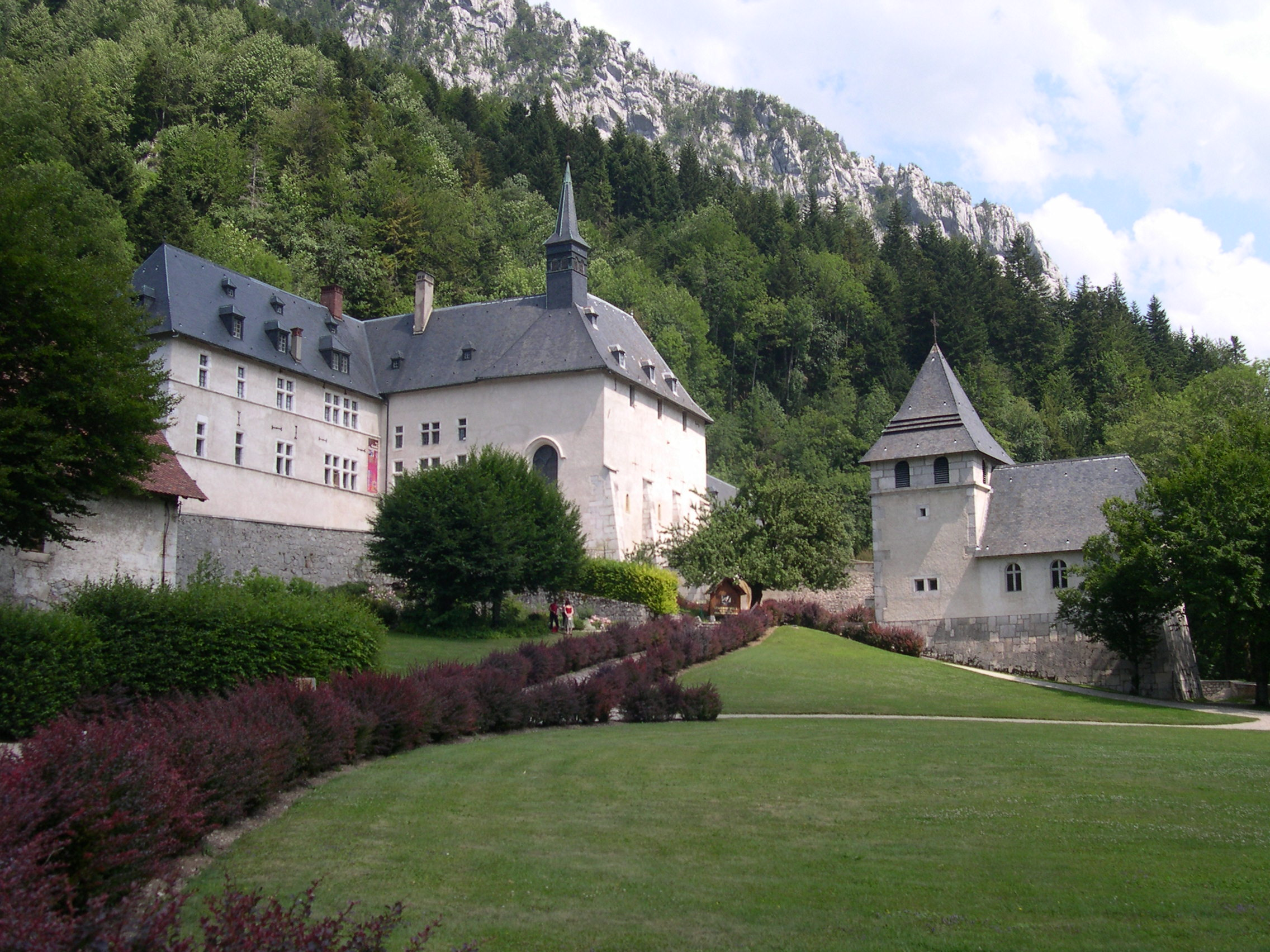
Die Correrie der Grande Chartreuse

Als sich Balzac 1836 die Möglichkeit bot, am 25. Juli eine Reise nach Turin anzutreten, um eine Erbschaftsangelegenheit seines Freundes Emilio Guidoboni-Visconti zu klären, lud er Caroline Marbouty ein, ihn zu begleiten. Diesmal war sie einverstanden; um der Gefahr des Skandals aus dem Weg zu gehen, sollte sie Männerkleidung anlegen und sich als Balzacs Page oder Sekretär namens Marcel ausgeben; sie ahmte mit der Hosenrolle die Schriftstellerin George Sand nach, für die sie auch auf der Reise gehalten wurde. Die 26-tägige Tour führte u. a. an der Grande Chartreuse vorbei, wohin sie sich auf Maultieren begaben. Doch die Patres ließen sich von der Verkleidung Marboutys nicht täuschen und nur Balzac durfte allein hinein. Weiter ging es über den Mont Cenis, mit fünf Tagen Aufenthalt in Turin. Dort stieg das Paar im Hotel de l’Espagne ab. Weitere Stationen waren der Lago Maggiore, Ortasee, der Simplonpass, das Tal von Sitten, das Valserinetal, Vevey, Lausanne, Genf und Bourg-en-Bresse. Marbouty schrieb am 2. August 1836 an ihre Mutter: „Ich bin allein mit Balzac, ohne Bedienung.“
Möglicherweise war die Beziehung Balzacs zu Caroline Marbouty auf dieser Reise doch eher platonischer Natur. Obwohl die beiden Schlafräume miteinander verbunden waren, besuchte man einander nicht, was Caroline ihrer Mutter folgendermaßen erklärte:
„Ich habe mir das Recht auf Freiheit vorbehalten. Nur in eine reine, schlichte Freundschaft als Bindung habe ich eingewilligt. Der Rest soll Laune sein, ganz nach meinem Belieben. Ich halte mich für umso glücklicher der Sonderform der Liebe wegen, die ich einflöße, da sie mehr denn je in unserer Zeit etwas Seltenes ist. Einzig der Künstler versteht sich noch ein wenig darauf; der Rest der Nation hat keine Ahnung davon.“
In Bezug auf Balzac blieb sie realistisch; „für ihn ist die Liebe notwendig als ein körperliches Spiel. Abgesehen davon besteht sein ganzes Leben aus Arbeit. Werde ich Gefallen an diesem Daseinszustand haben? Und wird er, vor allem, meinem Liebesverlangen genugtun? Ich fürchte: nein.“ Die beiden bekamen Gelegenheit, piemontesische Adelskreise zu treffen, wie die Comtesse Serafina Porcia Sanseverino und den Grafen Federico Sclopis de Salerano. Nur bei einem Abendessen der Marquise Henriette Carron de Saint-Thomas legte Marbouty ihre Verkleidung ab. Nach Balzacs Tod verfasste Marbouty eine Reiseerzählung, in der sie behauptete, es sei ein „Geisterdiktat“ des abgeschiedenen Reisegenossen.
Balzac verarbeitete Caroline Marbouty mit Zusätzen und Umdeutungen in der Gestalt der Dinah de la Baudraye in seiner Erzählung Muse de Départment (1837). Marbouty war über Balzacs Buch sehr aufgebracht; sie fürchtete Auswirkungen in Limoges, „wo sie vielleicht in den Verdacht käme, heimlich Bastarde auf die Welt gebracht zu haben.“
Balzac blieb noch bis 1839 in Kontakt; in diesem Jahr kündigte er ihr brieflich sein Buch Beatrix an. In dieser Zeit frequentierte Marbouty die literarischen Zirkel von Sainte-Beuve, George Sand und Prosper Mérimée.

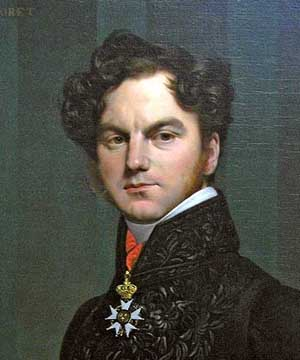
Amédée de Pastoret in einem Gemälde von Ingres

Caroline Marbouty schrieb als Reaktion auf Muse de Départment unter ihrem Pseudonym Claire Brunne einen eigenen Roman mit dem Titel Une fausse Position (1844). Mit dieser „sentimentalen Sozialnovelle“ entgegnete sie Balzacs Positionen in Verlorene Illusionen aus einer weiblichen Perspektive. „Die Veröffentlichung … sollte Caroline-Claire Brunne die Freundschaft aller jener Menschen kosten, die sich in diesem Buch erkannten und beleidigt fühlten.“ Balzac bekam sie nicht mehr zu sehen, der sogar die Widmung an sie in La Grenadière (1832) strich, „An Caroline, der Poesie der Reise, der dankbare Reisende“ (A Caroline, à la poésie du voyage, le voyageur reconnaissant).
Caroline Marbouty setzte in den späteren Jahren das Schreiben autobiographischer Romane fort; ihre Liaison mit dem Marquis Amédée de Pastoret (1791–1857) inspirierte sie zu Marquis de Précieux, ou les Trois Epoques, der einen Skandal auslöste. „Amédée de Pastoret hatte seiner Geliebten die Hut einer verschlossenen Kassette anvertraut, in der er kompromittierende Papiere aufbewahrte, unwiderlegbare Beweise seiner legitimistischen Betätigung“, schrieb André Maurois. Memoirenschreiber jener Zeit behaupteten, Marbouty habe am Ende dieser Beziehung Dokumente aus dieser Kassette an die Polizei Louis-Philippes verkauft. In ihrem Tagebuch wehrte sich Marbouty-Brunne gegen den Vorwurf einer Erpressung; ihrer Ansicht nach „hat es sich lediglich um das Eintauschen von Liebesbriefen gegen eine Entschädigungssumme für den Bruch [der Beziehung] gehandelt. Wie dem auch sei: Die Sache mit der Kassette machte aus Madame Marbouty eine übel beleumdete Abenteurerin“. Sie stürzte am 16. Februar 1890 als Fünfundachtzigjährige auf der Avenue des Champs-Élysées und wurde von einem Omnibus überrollt. Sie starb noch am selben Tag im Hôpital Beaujon in Clichy, ohne das Bewusstsein wiedererlangt zu haben. Ihr Grab befindet sich auf dem Père-Lachaise, unweit des Grabes von Balzac.

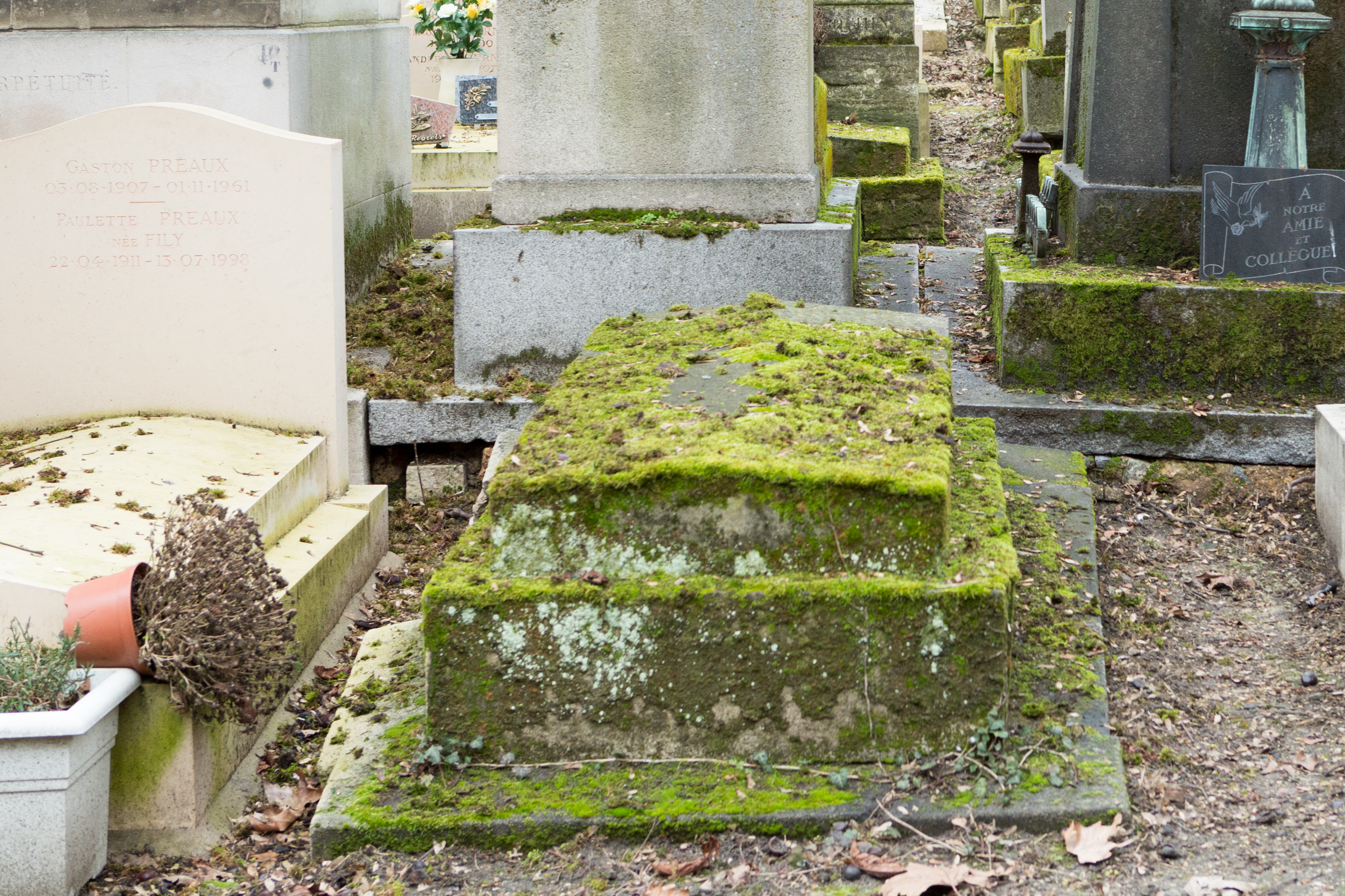
Grabmal Caroline Marboutys auf dem Pariser Friedhof Père-Lachaise

## Werke
Sämtliche Veröffentlichungen Caroline Marboutys erschienen unter dem Pseudonym Claire Brunne.
- Ange de Spola. 1 : études de femmes, Paris: Vict. Magen 1842
- Ange de Spola. 2 : études de femmes, Paris: Vict. Magen 1842
- Dupuytren et Palissy, ou les Jolis contes vrais. Challamel, 1842
- Une fausse position, Amyot, 1844
  - Une fausse position (2e édition avec une nouvelle préface de l’auteur). Paris: Malassis, 1862.
- Le Marquis de Précieux, ou les Trois époques, 1812-1820-1850. H. Souverain, 1850
- L’Unité du pouvoir, concordat politique, brochure servant de préface à la pièce “le Mariage”, destinée au Théâtre-français…, A. Ledoyen, 1859
- L’Organisation des intelligences. Impr. de Poupart-Davyl, 1866